# Kanaalmanie
Kanaalmanie was de periode van de jaren 1790 tot de jaren 1810 waarin in het Verenigd Koninkrijk intensief kanalen werden aangelegd, en de economische zeepbel die daarmee samenhing aan het begin van de jaren 1790.

## Achtergrond
De aanleg van de vroegste kanalen in Engeland en Wales werden aangelegd door lokale ondernemers, meestal een handelaar, fabrikant of mijneigenaar die goederen wilde transporteren. Een voorbeeld hiervan is de hertog van Bridgewater die een kanaal liet aanleggen om zijn kolen van zijn mijn in Worsley naar Manchester te vervoeren. Ondanks de hoge aanlegkosten daalde de kolenprijs in Manchester kort na de opening van het kanaal met 50%, wat de onderneming tot een financieel succes maakte voor de investeerders.
De Amerikaanse Onafhankelijkheidsoorlog eindigde in 1783. Een lange reeks van goede oogsten deed het besteedbaar inkomen stijgen, waardoor een toenemend aantal mensen interesse kregen in het investeren van hun geld. Deze mensen hadden weinig persoonlijke belangen bij de ondernemingen waardoor men onvoorzichtig begon te speculeren.
Er was een enorme stijging in het aantal voorgenomen aan te leggen kanalen. In 1790 werd slechts een kanaal door een Act of Parliament geautoriseerd, maar in 1793 was het aantal gestegen tot twintig. Het kapitaal dat hiermee gemoeid was bedroeg in 1790 £ 90.000, maar in 1793 was dit gestegen tot £ 2.824.700.
Sommige van de goedgekeurde kanalen gedurende deze periode waren winstgevend, maar een aantal, waaronder het Herefordshire and Gloucestershire Canal, keerden nooit dividend uit. Andere, zoals het Grand Western Canal werden nooit voltooid. Investeerders verloren hierdoor hun geïnvesteerde vermogen geheel of gedeeltelijk, zoals anderhalve eeuw eerder in Nederland gebeurde tijdens de Tulpenmanie.